# Geography Markup Language
GML, acrónimo inglés de Geography Markup Language (Lenguaje de Marcado Geográfico). Es un sublenguaje de XML descrito como una gramática en XML Schema para el modelaje, transporte y almacenamiento de información geográfica. Su importancia radica en que a nivel informático se constituye como una lengua franca para el manejo y trasvase de información entre los diferentes software que hacen uso de este tipo de datos, como los Sistemas de Información Geográfica.
GML se diseñó a partir de la especificación abstracta producida por el grupo OpenGIS, ahora Open Geospatial Consortium, y de la serie de documentos ISO 19100. GML no contiene información específica sobre cómo se debe hacer la visualización de los datos representados. Para ello se utilizan estilos que se relacionan a GML y se describen en otros sublenguajes de XML. Otras extensiones manejadas por GML incluyen SMIL para definir elementos de interacción y XPointer para representar metadatos.

## El formato GML en el registro de la propiedad de España
La Resolución conjunta de la Dirección General de los Registros y del Notariado y de la Dirección General del Catastro por la que se regulan los requisitos técnicos para el intercambio de información entre el catastro y los registros de la propiedad utiliza un formato GML para el intercambio de parcelas gráficas entre ambos organismos.
Hay dos formatos, ambos basados en la directiva europea INSPIRE:
- CP (Cadastral Parcel) para parcelas catastrales.
- BU (Building) para edificios.

Existe un programa oficial de validación de los GML de parcela (validación gráfica alternativa) en la sede electrónica del catastro. También existe un programa en la misma sede electrónica del Catastro que permite obtener, a partir de la referencia catastral de una parcela y de un conjunto de ficheros GML que incluyen la geometría de las construcciones, un informe que indica si las huellas de las mismas están ubicadas dentro de la parcela indicada.
El GML cumple varias funciones dentro del registro. Por un lado, es capaz de delimitar las fincas y su aspecto físico, marcando claramente sus límites y su superficie. También incorpora una representación gráfica que añade información extra a la ya existente. Todo ello supone una mejora de la cartografía y aumenta la seguridad jurídica que se deduce del tratamiento de esta información.